# Serches
Serches é uma comuna francesa na região administrativa de Altos da França, no departamento de Aisne. Estende-se por uma área de 9,1 km². Em 2010 a comuna tinha 308 habitantes (densidade: 33,8 hab./km²).